# Луцій Петроній Тавр Волузіан
Луцій Петроній Тавр Волузіан (лат. Lucius Petronius Taurus Volusianus, ? — після 268) — військовий та державний діяч часів Римської імперії, консул-суффект 261 року.

## Життєпис
Про його життя відомо з напису на колонні в Арреціумі. Походив із Сабатінського триби з Етрурії. Син Луція Петронія зі стану вершників. Його предки (по материнській лінії) належали до роду Волузіїв. Народився у м. Арреціум (сучасне м. Ареццо). Розпочав службу як звичайний легіонер у Кастрі перегріні (стояв на Целійському пагорбі у Римі), швидко дослужився до декуріона, потім центуріона XXX Ульпієвого Переможного легіону, відзначившись у боях проти германського племіного союзу франків.
У 245 році призначено на посаду приміпіла XXX Ульпієвого Переможного легіону у провінції Нижня Германія. Активно відзначився під час здобування Валеріаном імператорського трону. Цим завдячував вдалій кар'єрі. У 253 році був препозитом вершників охорони імператора Валеріана, потім у 254 році був трибуном у XIII легіоні Близнюків, який стояв у провінції Верхня Паннонія. У 255 році став трибуном (командиром) когорти вігілів X легіону в Дакії, 256 року — міської когорти. У 257 році очолив одну з когорт преторіанської гвардії. Тоді відмічений імператором Галлієном. У 259 році очолив старшу когорту преторіанців, а згодом став префектом преторіанської гвардії.
У 260 році, після загибелі Валеріана та отримання повноти влади Галлієном, Волузіана призначено префектом преторія. на цій посаді він перебував до 265 року. У 261 році став консулом-суфектом, разом з імператором Галлієном. У 267–268 роках був міським префектом Риму. Можливо, у 268 році загинув разом із Галлієном.